# ADD1
La alfa-aducina es una proteína que en los seres humanos está codificada por el gen ADD1.
Las aducinas son una familia de proteínas del citoesqueleto codificadas por tres genes (alfa, beta, gamma). La aducina es una proteína heterodimérica que consta de subunidades relacionadas, que se producen a partir de genes distintos pero comparten una estructura similar. La alfa- y la beta-aducina incluyen una región N-terminal resistente a proteasa y una región C-terminal hidrófila sensible a proteasa. Las aducinas alfa y gamma se expresan de forma ubicua. Por el contrario, la beta-aducina se expresa en niveles elevados en el cerebro y los tejidos hematopoyéticos. La aducina se une con alta afinidad a Ca (2 +) / calmodulina y es un sustrato para las proteína quinasas A y C. El corte y empalme alternativo da como resultado múltiples variantes que codifican distintas isoformas; sin embargo, no todas las variantes se han descripto completamente. El polimorfismo en ADD1 se asocia con hipertensión.